# Saccolaimus
Saccolaimus é um género de morcegos da família Emballonuridae.

## Espécies
- Saccolaimus flaviventris Peters, 1867
- Saccolaimus mixtus Troughton, 1925
- Saccolaimus peli (Temminck, 1853)
- Saccolaimus saccolaimus (Temminck, 1838)